# Vratislav Greško
Vratislav Greško szlovák válogatott labdarúgó.